# Orizont
Pour plus de détails, voir Fiche technique et Distribution.
Orizont est un film dramatique roumain écrit et réalisé par Marian Crișan, sorti en 2015.
Le scénario du film est tiré d'un roman de Ioan Slavici, Le Moulin bonne fortune.

## Fiche technique
- Photographie : Oleg Mutu
- Musique : Cristian Lolea

## Distribution
- András Hatházi : Lucian
- Rodica Lazar : Andra
- Maria Seles : Victoria
- Zsolt Bogdán : Zoli
- Valeriu Andriuţă : Pintea
- Niko Becker : Mircea
- Emilian Oprea : Adi
- Ioan Paraschiv : Tibi
- Ciprian Nicula : Waiter
- Dudescu Silviu : Gendarm
- Eniko Gyorgyjakab : Waitress
- Elena Ivanca : Woman in black
- Vlad Corb : Little boy
- Elena Purea : Attroney
- Dan Radulescu : Magistrate
- Costin Gavaza : Lawyer
- Radu Ciobanasu : Policeman
- Mihai Dorobantu : Senator
- Dorin C. Zachei : Partyman 1
- Farcut Ghita Daniel : Partyman 2
- Krisztina Bíró : Party woman 1
- Lucian Diaconu : Partyman 3
- Dana Diaconu : Party woman 2